# 以色列总统府

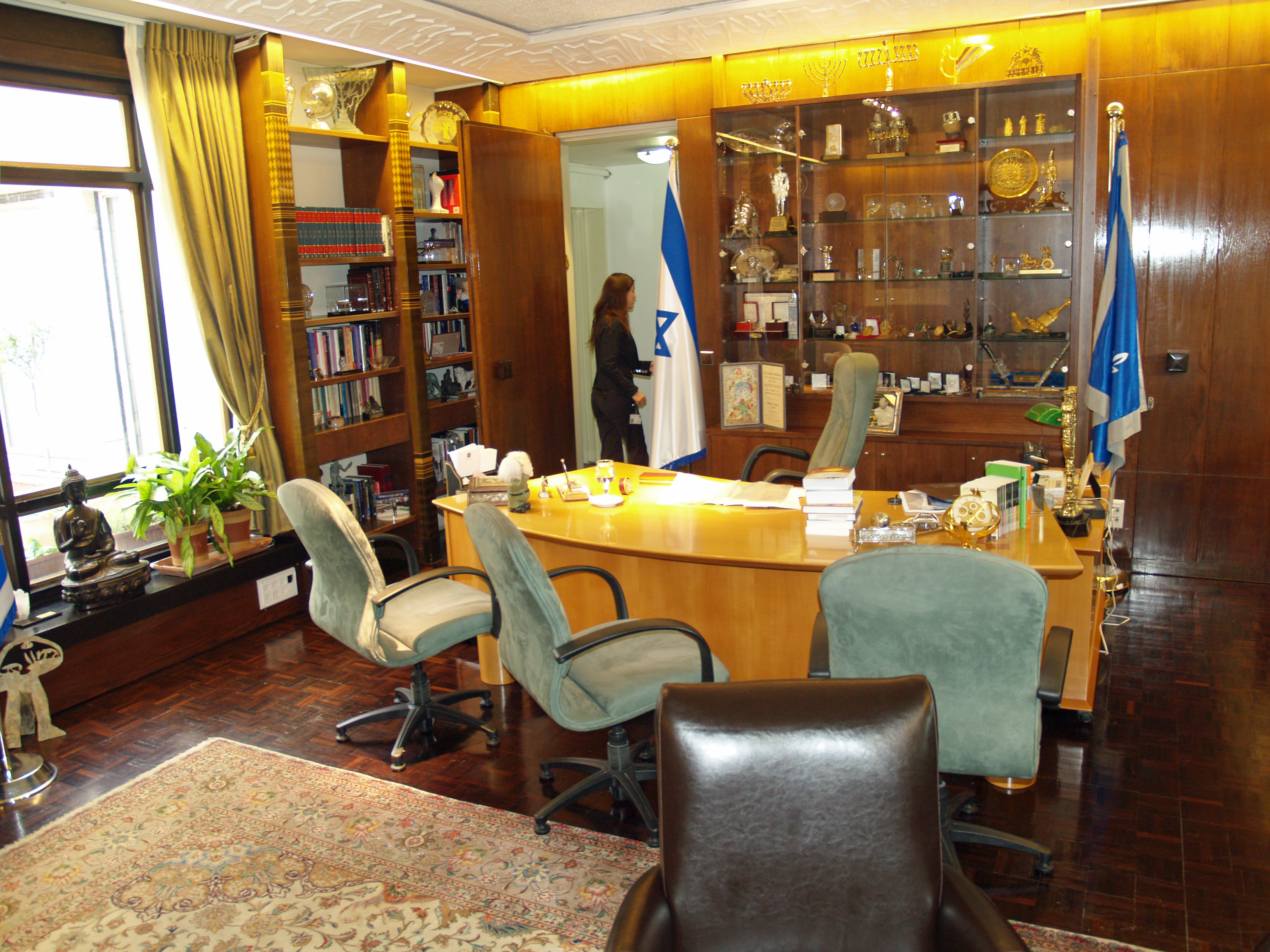

以色列总统府是以色列总统的官邸，位于耶路撒冷的塔尔比亚社区。

## 历史
以色列首任总统哈伊姆·魏茨曼住在雷霍沃特的私人别墅。他的继任者伊扎克·本-兹维住在里哈维亚社区，附近的小木屋则作为接待室。1963年本-兹维总统去世后，政府决定为国家元首建造永久官邸。原计划是建在政府建筑群内，但是第三任总统扎勒曼·夏扎尔坚持要与人民一同住在住宅区内。 结果，总统府位于塔尔比亚，占地10杜纳亩。建筑设计竞赛在1964年举行，耶路撒冷建筑师Abba Elhanani在200名参赛者中获胜。1971年夏扎尔总统为总统府揭幕。
2009年教宗本笃十六世访问以色列期间，希蒙·佩雷斯总统立下新的规矩：所有来访的元首都要在总统府和平花园内种下一棵橄榄树。

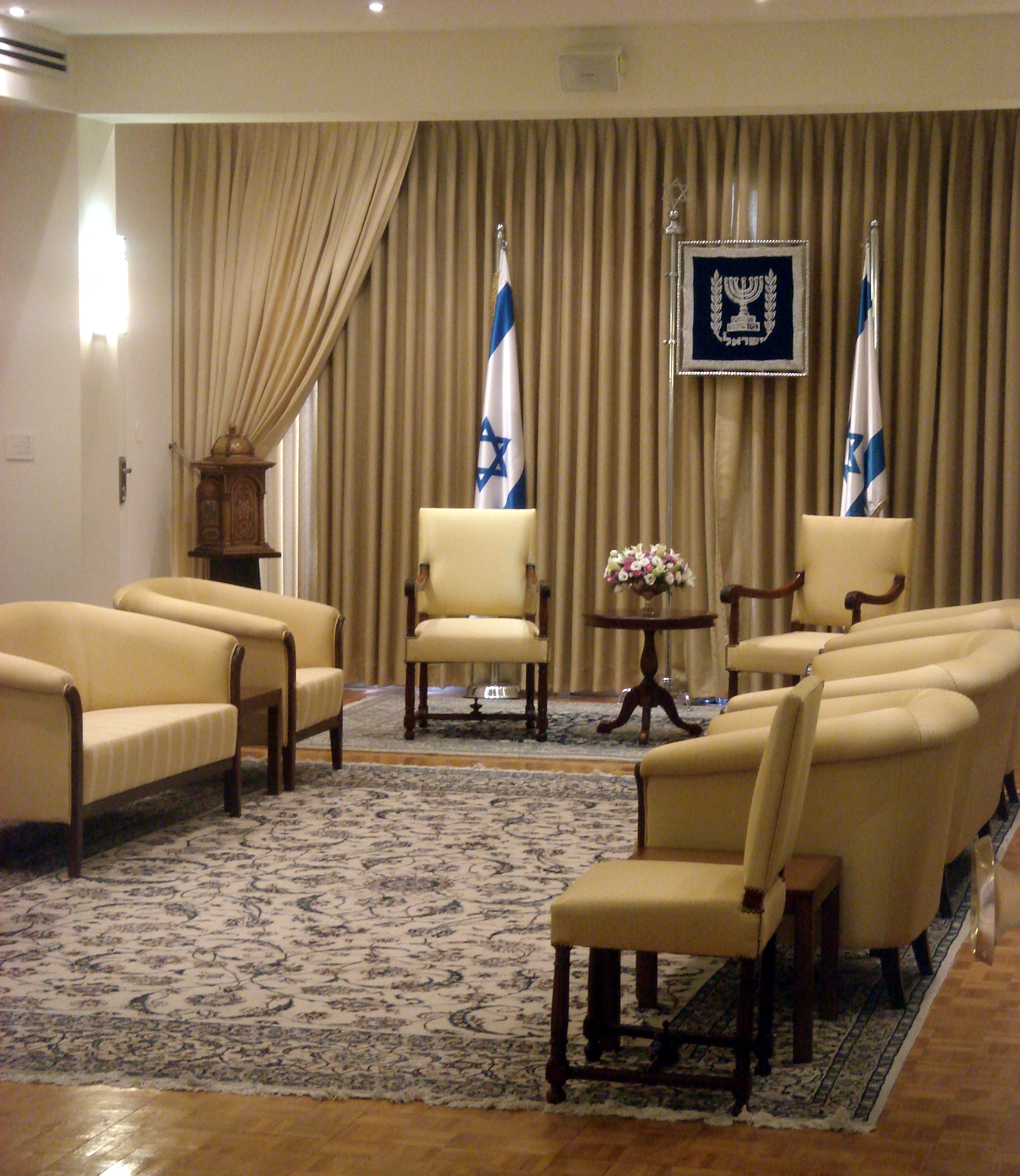
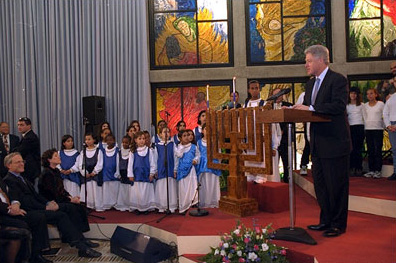
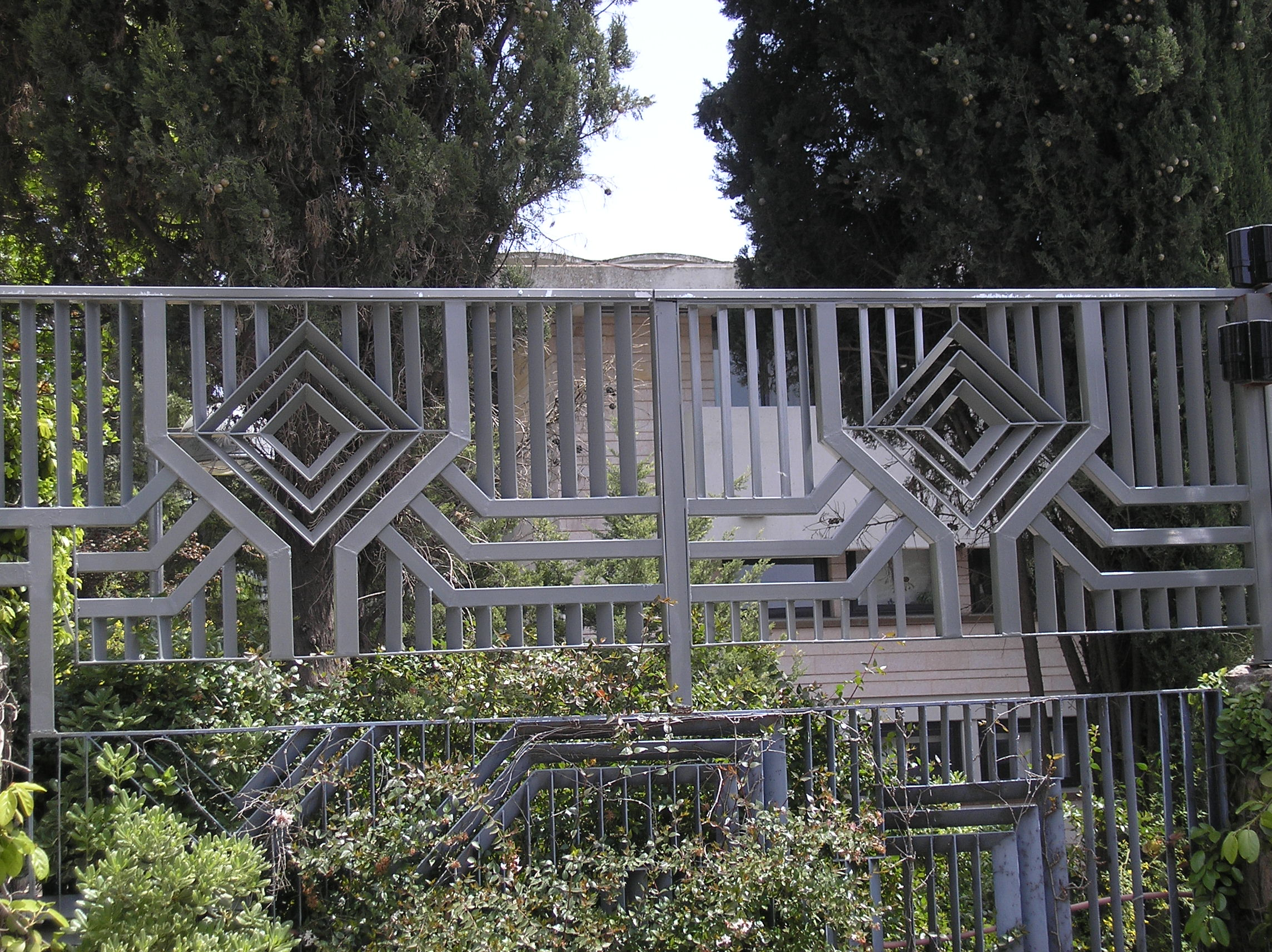